# IC 3312
IC 3312 ist eine linsenförmige Galaxie vom Hubble-Typ S0 pec? im Sternbild Haar der Berenike am Nordsternhimmel.
Das Objekt wurde am 23. März 1903 von dem deutschen Astronomen Max Wolf entdeckt.